# تشلانو
تشلانو (بالإيطالية: Celano)‏ هي بلدية في مقاطعة لاكويلا في إقليم أبروتسو الإيطالي.

## السكان
في سنة 1861 بلغ عدد السكان 5٬197 نسمة، وتطور العدد ليصل في سنة 2011 لـ 10٬828 نسمة.
يظهر هذا المخطط البياني تطور النمو السكاني لـ تشلانو

## توأمة
لتشلانو اتفاقيات توأمة مع كل من:
- الزيتون
- كاستلبوتو
- فوجليانيس
- سان ماركو في لاميس